# Christopher Gerse
Christopher Ryan Gerse (Los Angeles, 19 ottobre 1991) è un attore statunitense.
È famoso soprattutto per il ruolo di Will Roberts nella soap opera Il tempo della nostra vita.

## Biografia e Carriera
Gerse nasce a Los Angeles in California il 19 ottobre 1991. Inizia la sua carriera da attore nel 2001 apparendo in un episodio di The District. La svolta nella sua carriera arriva però nel 2003 quando entra nel cast della soap opera Il tempo della nostra vita nel ruolo di Will Roberts. Rimane nella soap opera fino al 2008. Nel corso della sua carriera appare come ospite in diverse serie tv come E.R. - Medici in prima linea, Hidden Hills, The Bernie Mac Show, Malcolm, Detective Monk, Ironside, Westworld - Dove tutto è concesso, Jane the Virgin, The Middle, Perry Mason, Lucifer e CSI: Vegas.

## Filmografia

### Televisione
- The District - serie TV, 1 episodio (2001)
- E.R. - Medici in prima linea - serie TV, 1 episodio (2002)
- Hidden Hills - serie TV, 1 episodio (2002)
- Il tempo della nostra vita - soap opera (2003-2008)
- The Bernie Mac Show - serie TV, 1 episodio (2004)
- Malcolm - serie TV, 1 episodio (2004)
- Detective Monk - serie TV, 1 episodio (2005)
- Ironside – serie TV, 2 episodi (2013)
- Westworld - Dove tutto è concesso – serie TV, 3 episodi (2016)
- Jane the Virgin – serie TV, 1 episodio (2017)
- The Middle - serie TV, 1 episodio (2017)
- Perry Mason - serie TV, 1 episodio (2020)
- Lucifer - serie TV, 1 episodio (2020)
- CSI: Vegas – serie TV, 1 episodio (2022)